# 1959-es Formula–1 olasz nagydíj
Az 1959-es Formula–1-es világbajnokság nyolcadik futama az olasz nagydíj volt.

## Futam
Monzában újra a Ferrarik és a Cooperek harcoltak a győzelemért, ahol Moss szerezte meg a pole-t Brooks és Brabham előtt. A rajt után Brooks azonnal kiesett motorhiba miatt, így Moss vezetett Hill, Brabham és Gurney előtt. Hill az élre állt, ezután Mosszal váltogatták egymást az élen, míg Gurney megelőzte Brabhamet. Hillt és a többi Ferrarit a versenytáv felénél behívták a boxba új gumikért, míg Moss és Brabham kint maradt. Moss nagy előnnyel győzött, Phil Hill második, Brabham pedig harmadik lett.
| Helyezés | #  | Versenyző           | Csapat/Motor    | Futott körök | Idő/Kiesés oka | Rajthely | Pontszám |
| -------- | -- | ------------------- | --------------- | ------------ | -------------- | -------- | -------- |
| 1        | 14 | Stirling Moss       | Cooper-Climax   | 72           | 2:04'05.4      | 1        | 8        |
| 2        | 32 | Phil Hill           | Ferrari         | 72           | + 46.7         | 5        | 6        |
| 3        | 12 | Jack Brabham        | Cooper-Climax   | 72           | + 1'12.5       | 3        | 4        |
| 4        | 36 | Dan Gurney          | Ferrari         | 72           | + 1'19.6       | 4        | 3        |
| 5        | 34 | Cliff Allison       | Ferrari         | 71           | + 1 Kör        | 8        | 2        |
| 6        | 38 | Olivier Gendebien   | Ferrari         | 71           | + 1 Kör        | 6        |          |
| 7        | 2  | Harry Schell        | BRM             | 70           | + 2 Kör        | 7        |          |
| 8        | 6  | Jo Bonnier          | BRM             | 70           | + 2 Kör        | 11       |          |
| 9        | 16 | Maurice Trintignant | Cooper-Climax   | 70           | + 2 Kör        | 13       |          |
| 10       | 26 | Carroll Shelby      | Aston Martin    | 70           | + 2 Kör        | 19       |          |
| 11       | 40 | Colin Davis         | Cooper-Maserati | 68           | + 4 Kör        | 18       |          |
| 12       | 10 | Giorgio Scarlatti   | Cooper-Climax   | 68           | + 4 Kör        | 12       |          |
| 13       | 4  | Ron Flockhart       | BRM             | 67           | + 5 Kör        | 15       |          |
| 14       | 42 | Ian Burgess         | Cooper-Maserati | 67           | + 5 Kör        | 16       |          |
| 15       | 28 | Giulio Cabianca     | Maserati        | 64           | + 8 Kör        | 21       |          |
| Kiesett  | 24 | Roy Salvadori       | Aston Martin    | 44           | Motorhiba      | 17       |          |
| Kiesett  | 8  | Bruce McLaren       | Cooper-Climax   | 22           | Motorhiba      | 9        |          |
| Kiesett  | 22 | Jack Fairman        | Cooper-Maserati | 18           | Motorhiba      | 12       |          |
| Kiesett  | 20 | Innes Ireland       | Lotus-Climax    | 14           | Fékek          | 14       |          |
| Kiesett  | 18 | Graham Hill         | Lotus-Climax    | 1            | Kuplung        | 10       |          |
| Kiesett  | 30 | Tony Brooks         | Ferrari         | 0            | Kuplung        | 2        |          |

### Statisztikák
Vezető helyen:
- Stirling Moss: 43 kör (1 / 4 / 15 / 33-72)
- Phil Hill: 29 kör (2-3 / 5-14 / 16-32)
- Stirling Moss 12. győzelme, 10. pole-pozíciója, Phil Hill 1. leggyorsabb köre.
- Cooper 6. győzelme.